# ماشیکی، کوماموتو
ماشیکی، کوماموتو (به لاتین: Mashiki, Kumamoto) یک منطقهٔ مسکونی در ژاپن است که در استان کوماموتو واقع شده‌است. ماشیکی  ۳۲٬۶۰۰ نفر جمعیت دارد.